# Polycarpa discoidea
Polycarpa discoidea är en sjöpungsart som beskrevs av Heller 1877. Polycarpa discoidea ingår i släktet Polycarpa och familjen Styelidae. Inga underarter finns listade i Catalogue of Life.